# Agira
Agira település Olaszországban, Szicília régióban, Enna megyében. Lakosainak száma 7671 fő (2023. január 1.). Agira Assoro, Catenanuova, Enna, Nissoria, Regalbuto, Gagliano Castelferrato, Ramacca, Castel di Iudica és Nicosia községekkel határos.

## Népesség
A település népességének változása:
| Lakosok száma | 8301 | 8222 | 7671 |
|               | 2017 | 2018 | 2023 |